# Carmine Pinto
Carmine Pinto (Padula, 1972) è uno storico e scrittore italiano.

## Biografia
Laureatosi in Lettere moderne, ha conseguito il dottorato di ricerca in Storia dell’industria. Nel 2005 ha vinto il concorso di ricercatore in Storia Contemporanea; successivamente è stato nominato professore associato in tale materia presso l'Università degli Studi di Salerno, di cui dirige la collana editoriale e coordina il Dottorato in Studi Internazionali-Storici e Letterari.. Nel 2021 il Ministro per i beni e le attività culturali e per il turismo lo ha nominato Direttore dell’Istituto per la storia del Risorgimento italiano, incarico da cui si è dimesso nel febbraio 2022.
Si è occupato di storia politica dell'Italia repubblicana e si interessa della guerra e dei conflitti civili nella formazione degli stati nazionali mediterranei e latino-americani nel XIX secolo. Attualmente la storia del Mezzogiorno italiano è al centro del suo lavoro di ricerca, con particolare attenzione al Risorgimento e al brigantaggio postunitario italiano.
Tale lavoro ha portato alla pubblicazione nel 2019 del saggio storico La guerra per il Mezzogiorno. Italiani, borbonici e briganti. 1860-1870, che ha ottenuto molti riconoscimenti, tra cui il Premio letterario Basilicata, il Premio Fiuggi Storia, il Premio Città di Montesano, il Premio Sele d’Oro, il Premio Rende Book Festival e il Premio letterario Città di Siderno. Sempre per la suddetta opera, viene candidato al Premio Friuli Storia.

## Opere
La sua produzione saggistica spazia dalla politica alla storia italiana, incentrandosi principalmente sul periodo che va dall'Ottocento al Novecento.
- La fine di un partito. Il Partito Socialista Italiano dal 1992 al 1994, Roma, Editori Riuniti, 1999, ISBN 9788881258062.
- Socialisti, Salerno, Laveglia, 2000.
- Partiti e Potere. Il sistema politico a Salerno negli anni ottanta, Salerno, Il Paguro, 2003.
- La grande storia della Resistenza 1943-1948, Cosenza, Rubbettino, 2008.
- Il riformismo possibile. La grande stagione delle riforme: utopie, speranze, realtà (1945-1964), Cosenza, Rubbettino, 2008, ISBN 9788849822403.
- Carlo Pisacane, Cosenza, Rubbettino, 2016.
- La guerra per il Mezzogiorno. Italiani, borbonici e briganti. 1860-1870, Roma-Bari, Laterza, 2019, ISBN 9788858135310.
- Il brigante e il generale. La guerra di Carmine Crocco e Emilio Pallavicini di Priola, Roma-Bari, Laterza, 2022.